# Museo delle culture del vino della Catalogna
Il museo delle culture del vino della Catalogna o VINSEUM, in spagnolo Museo de les Culturas del Vino de Cataluña, in català Museu de les Cultures del Vi de Catalunya è un museo dedicato al mondo del vino e situato in un ex palazzo dei monarchi della Corona d'Aragona (Palazzo Reale di Vilafranca del Penedès), a Vilafranca del Penedès in provincia di Barcellona, Spagna. Fino al 1936, il palazzo era di proprietà della famiglia Álvarez-Cuevas.

## Il museo
Il museo dispone di un'importante collezione composta di utensili e modelli antichi e moderni che riflettono l'evoluzione della tecnologia applicata alla viticoltura. Sono esposti , tra gli altri, anfore, vasi in ceramica, calici in peltro e argento, campioni di cristallo di Bohemia, Murano o La Granja de San Ildefonso, etc. Vi sono anche copie che dimostrano un artigianato del legno, otri di pelle, e una bella collezione di brocche, etc. Inoltre sono presente una serie di diorami dedicati al commercio come magazzini e tabernae d'Egitto e dell'antica Roma, così come la cantina del monastero di Poblet.
Completa il quadro espositivo un modulo di prestazioni tattili multisensoriale chiamato La Mirada Tàctil, progettato per il tocco di tutti e specialmente adattato per i visitatori che hanno qualche tipo di disabilità visiva o cecità.